# Zjarkents moské

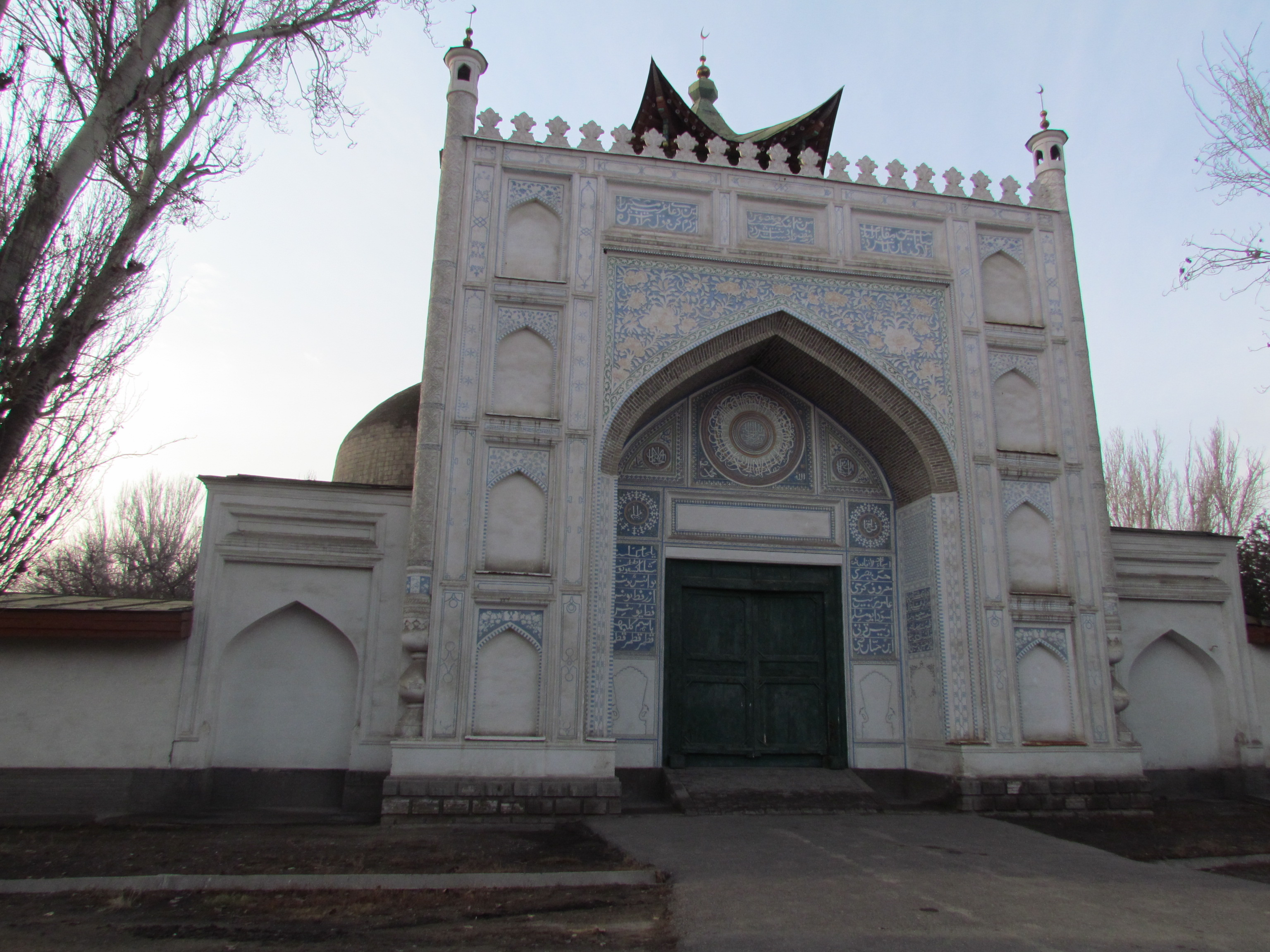
Ingången till moskén

Zjarkents moské (kazakiska: Жаркент мешіті, Zjarkent mesjiti, ryska: Жаркентская мечеть, Zjarkentskaja metjet) är en tidigare moské, och idag ett museum i Zjarkent i Kazakstan. Moskén är ett byggnadsminne sedan 1982.
Moskén byggdes 1892–1895 av den kinesiska arkitekten Hon Pike och finansierades genom insatser av den lokale uiguriske ledaren och köpmannen Vali Achun Juldaschev. Moskén skadades i en jordbävning 1910. Tornen rasade liksom överdelarna av domerna, som också fick sprickor.
Under sovjettiden användes moskén för olika ändamål: det fanns lager, ett kornmagasin, en barack för gränsvakter, en biograf och ett tehus. Åren 1975–1978 genomfördes restaureringsarbeten i moskén, varefter det öppnades som museum. Åren 2001–2004 rekonstruerades taket och entrépartiet.

## Arkitektur
Moskén byggdes i två våningar i centralasiatisk byggnadsstil med drag av buddhistiska tempel. Moskén är 28 x 54 meter och 14,5 meter hög. Minareten är 19 meter hög. Byggnaden är uppförd utan järnspik.
Moskétomten omgärdas av en 2,3 meter hög stenmur, som har ingångar mot söder och mot norr. På den norra sidan finns en liten innergård och på den södra sidan en madrasa.